# Miloš Rnić
Miloš Rnić (in serbo Милош Рнић?; Belgrado, 24 gennaio 1989) è un calciatore serbo, difensore svincolato.

## Carriera

### Club
Il 4 luglio 2016 viene acquistato a titolo definitivo dalla squadra albanese del Flamurtari Valona.